# Iris marsica
Iris marsica là một loài thực vật có hoa trong họ Diên vĩ. Loài này được I.Ricci & Colas. miêu tả khoa học đầu tiên năm 1973 publ. 1974.